# Gloria Suzanne Koenigsberger Horowitz
Gloria Suzanne Koenigsberger Horowitz é uma astrofísica mexicana e professora que trabalha na Universidade Nacional Autônoma do México (UNAM). Suas áreas de especialização são a espectroscopia estelar, estrelas massivas e efeitos de interação binária. Foi diretora do Instituto de Astronomia da UNAM (1990-1998) e membro destacado da equipe que conseguiu estabelecer a primeira conexão à Internet no México em 1989.

## Carreira acadêmica
Gloria Koenigsberger nasceu na Cidade do México . Ela obteve a licenciatura em Física pela Escola de Ciências da Universidade Nacional Autônoma do México, graduando-se em 1978, e obteve o doutorado em Astronomia pela Universidade Estadual da Pensilvânia em 1983, sob a direção de Lawrence H. Auer. Ela foi a Diretora do Instituto de Astronomia da UNAM desde 4 de dezembro de 1990 até o início de dezembro de 1998, período durante o qual o Instituto iniciou programas de colaboração com vários observatórios dos Estados Unidos com o objetivo de melhorar a infraestrutura do Observatório Nacional de San Pedro Mártir (SPM) e promover o construção de um grande telescópio infravermelho de nova tecnologia naquele observatório. Como parte dessas iniciativas, a UNAM tornou-se o segundo membro internacional da Associação de Universidades para Pesquisas Astronômicas (AURA), colaborou com a Universidade do Texas na construção de componentes ópticos para o telescópio Hobby-Eberly, e promoveu estudos para a construção de um clone do Telescópio Gigante de Magalhães no observatório SPM. Ela também promoveu o crescimento da filial de pesquisa do Instituto localizada em Ensenada, Baixa Califórnia, e a criação de uma nova filial localizada na cidade de Morelia, Michoacán, que depois se tornou no Instituto de Radioastronomia e Astrofísica da UNAM.
Koenigsberger tem um cargo permanente como professora e cientista pesquisadora no Instituto de Ciências Físicas da UNAM, em Cuernavaca, Morelos, é membro Nível III do Sistema Nacional de Investigadores (SNI), e membro da União Astronômica Internacional (IAU). Ela atuou no Conselho de Administração da Associação de Universidades para Pesquisas Astronômicas (AURA) (1997-1999 e 2001-2007) e foi membro de seu Comitê de Auditoria de 2007 a 2016.
Sua pesquisa se dedica ao estudo da estrutura e dos processos evolutivos em estrelas massivas, particularmente os efeitos causados por interações em sistemas binários.

## Publicações selecionadas
Koenigsberger tem publicado mais de 120 artigos de pesquisa, incluindo:
- Benítez-Llambay, Pablo; Masset, Frédéric; Koenigsberger, Gloria; Szulágyi, Judit (2015). «Planet heating prevents inward migration of planetary cores». Nature. 520: 63–65. Bibcode:2015Natur.520...63B. PMID 25832403. arXiv:1510.01778. doi:10.1038/nature14277
- Koenigsberger, Gloria; Morrell, Nidia; Hillier, D. John; Gamen, Roberto; Schneider, Fabian R. N.; González-Jiménez, Nicolás; Langer, Norbert; Barbá, Rodolfo (2014). «The Hd 5980 Multiple System: Masses and Evolutionary Status». The Astronomical Journal. 148. 62 páginas. Bibcode:2014AJ....148...62K. arXiv:1408.0556. doi:10.1088/0004-6256/148/4/62
- Palate, M.; Koenigsberger, G.; Rauw, G.; Harrington, D.; Moreno, E. (2013). «Spectral modelling of theαVirginis (Spica) binary system». Astronomy & Astrophysics. 556: A49. Bibcode:2013A&A...556A..49P. arXiv:1307.1970. doi:10.1051/0004-6361/201321909
- Koenigsberger, G.; Moreno, E.; Koenigsberger, Gloria; Szulágyi, Judit (2013). «Tidal Flows in asynchronous binaries: The β-factor». EAS Publications Series. 64: 339–342. Bibcode:2013EAS....64..339K. arXiv:1312.1372. doi:10.1051/eas/1364047
- Flores, A.; Koenigsberger, G.; Cardona, O.; de la Cruz, L. (outubro de 2011). «Wind Structure of the Wolf-Rayet Star EZ CMa = HD 50896». Revista Mexicana de Astronomía y Astrofísica. 47 (2). 261 páginas. Bibcode:2011RMxAA..47..261F. ISSN 0185-1101
- Moreno, E.; Koenigsberger, G.; Harrington, D. M.; Szulágyi, Judit (2011). «Eccentric binaries». Astronomy & Astrophysics. 528: A48. arXiv:1102.4301. doi:10.1051/0004-6361/201015874
- Van Der Hucht, Karel A.; Koenigsberger, Gloria; Eenens, Philippe R. J. (1999). «Wolf-Rayet Phenomena in Massive Stars and Starburst Galaxies». San Francisco: Astronomical Society of the Pacific. Proceedings of the 193rd Symposium of the International Astronomical Union. ISBN 9781583810040